# Norops kreutzi
Norops kreutzi este o specie de șopârle din genul Norops, familia Polychrotidae, descrisă de Mccranie, Köhler și William M. Wilson în anul 2000. Conform Catalogue of Life specia Norops kreutzi nu are subspecii cunoscute.